# Онищенки (Полтавський район)
Они́щенки —  село в Україні, у Решетилівській міській громаді Полтавського району Полтавської області. Населення становить 249 осіб. До 2020 орган місцевого самоврядування — Шилівська сільська рада.

## Географія
Село Онищенки знаходиться на лівому березі річки Бакай, нижче за течією на відстані 2,5 км розташоване село Паненки, на протилежному березі - село Шилівка.

## Історія
12 червня 2020 року, відповідно до розпорядження Кабінету Міністрів України № 721-р «Про визначення адміністративних центрів та затвердження територій територіальних громад Полтавської області», село увійшло до складу Решетилівської міської громади.
19 липня 2020 року, в результаті адміністративно - територіальної реформи та ліквідації Решетилівського району, село увійшло до складу новоутвореного Полтавського району Полтавської області.